# ブルネル賞
ブルネル賞（ブルネルしょう、Brunel Award）は、鉄道関連では唯一となる国際デザインコンペティションである。

## 概要
1985年、欧米を中心とした世界各国の鉄道関連のデザイナー、建築家によって構成されるワトフォード会議によって創設された賞で、近年完成あるいはリニューアルされた鉄道関連のあらゆる分野のプロジェクトを対象に顕彰することを通じて、鉄道事業者の経営に対するデザインの効用の認識を高めるとともに、鉄道の社会的役割に対する一般の意識の向上を目的としている。コンペは2年から3年毎に開催され、2008年には第10回を迎えるに至った。賞の名称はイギリス・グレート・ウェスタン鉄道の技師、イザムバード・キングダム・ブルネル（1806 - 1859年）にちなんでいる。
受賞対象は駅舎、鉄道インフラ、関連施設、工業デザイン、車両の5つの部門（カテゴリー）に分かれており、各部門ごとに優秀賞（Awards）と奨励賞（Commendations）が選定される。また、全カテゴリーに応募作品を提出し、全社的なデザインに対する姿勢に最も優れた企業・団体には審査員賞（Jury Prize for Overall Design Excellence）が贈られる。
| 回数   | 選定年 | 授賞式開催地   | 主催者                                               | 主な出来事                                                                            |
| ------ | ------ | -------------- | ---------------------------------------------------- | ------------------------------------------------------------------------------------- |
| 第1回  | 1985年 | ブリストル     | イギリス国鉄                                         | グレート・ウェスタン鉄道150周年                                                       |
| 第2回  | 1987年 | ウィーン       | オーストリア連邦鉄道 (ÖBB)                           | オーストリアの鉄道150周年                                                             |
| 第3回  | 1989年 | アムステルダム | オランダ鉄道 (NS)                                    | オランダの鉄道150周年                                                                 |
| 第4回  | 1992年 | マドリード     | レンフェ (RENFE)                                     | レンフェ設立50周年、マドリード-セビリア高速線開通、セビリア万博、夏季オリンピック開催 |
| 第5回  | 1994年 | ワシントンD.C. | FoRTE                                                | Foundation for Railway and Transportation Excellence.                                 |
| 第6回  | 1996年 | コペンハーゲン | デンマーク国鉄 (DSB)                                 |                                                                                       |
| 第7回  | 1998年 | マドリード     | レンフェ (RENFE)                                     | スペインの鉄道150周年。                                                               |
| 第8回  | 2001年 | パリ           | フランス国鉄 (SNCF)                                  | LGV地中海線開業                                                                       |
| 第9回  | 2005年 | コペンハーゲン | デンマーク国鉄 (DSB)                                 |                                                                                       |
| 第10回 | 2008年 | ウィーン       | オーストリア連邦鉄道 (ÖBB)                           |                                                                                       |
| 第11回 | 2011年 | ワシントンD.C. | Center for Industrial Design in Transportation, Inc. |                                                                                       |
| 第12回 | 2014年 | アムステルダム | オランダ鉄道 (NS)、プロレール                        | アムステルダム中央駅開業125周年、オランダの鉄道175周年                                |

## 日本の鉄道事業者の受賞歴

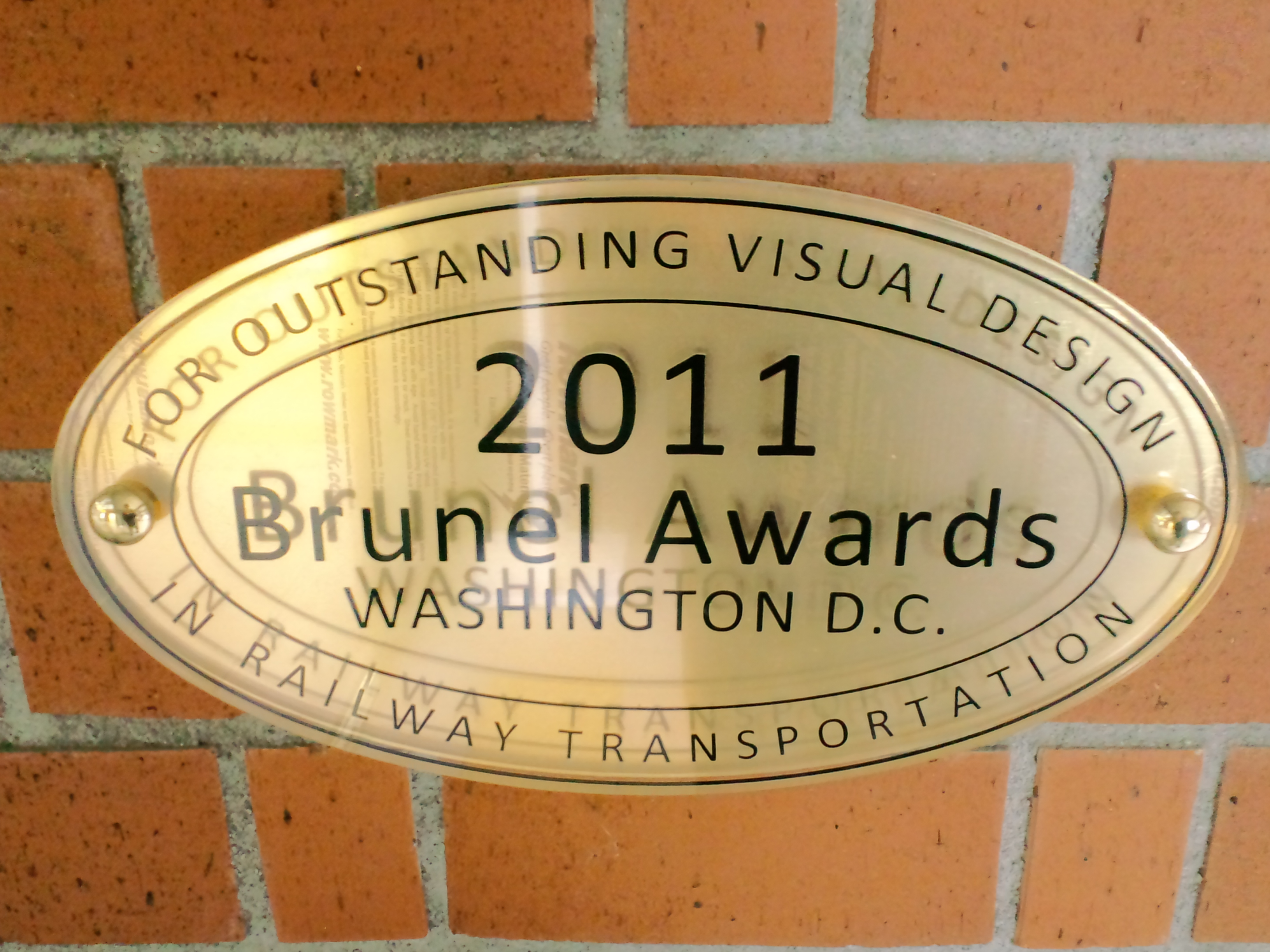
受賞記念プレート（岩見沢駅）

日本の鉄道事業者の参加は、1989年に東日本旅客鉄道（JR東日本）が「世界鉄道デザイン会議」を主催したことを契機として、同年の第3回コンペ（オランダ）から認められ、以来毎回受賞している。特に車両関連では欧米各鉄道に劣らぬ受賞実績を挙げており、2011年には九州旅客鉄道（JR九州）が日本の企業としては初めて審査員賞を受賞した。
過去の受賞実績は以下の通り。左より、受賞対象／受賞事業者／デザイナー名の順。

### 優秀賞（Awards）
第3回（1989年）
- 駅からマップ[1]／JR東日本／日本グラフィックマップ（洲嵜春彦）

第4回（1992年）
- 253系電車「成田エクスプレス」[1]／JR東日本／GK（菅泰孝）

第5回（1994年）
- 281系電車「はるか」／西日本旅客鉄道（JR西日本）／木村一男+近畿車輛
- 787系電車「つばめ」／JR九州／ドーンデザイン研究所（水戸岡鋭治）

第6回（1996年）
- 883系電車「ソニックにちりん」／JR九州／ドーンデザイン研究所（水戸岡鋭治）

第8回（2001年）
- 885系電車「かもめ」[2]／JR九州／ドーンデザイン研究所（水戸岡鋭治）
- 815系近郊形電車[2]／JR九州／ドーンデザイン研究所（水戸岡鋭治）

第9回（2005年）
- 札幌駅屋上のアートワーク「direction」[3][4]／北海道旅客鉄道（JR北海道）／菊竹雪

第10回（2008年）
- 日向市駅／JR九州／内藤廣建築設計事務所

第11回（2011年）
- 岩見沢駅／JR北海道／ワークヴィジョンズ（西村浩）
- 新鳥栖駅／鉄道建設・運輸施設整備支援機構／安井建築設計事務所
- E259系電車「成田エクスプレス」／JR東日本／GKインダストリアルデザイン
- 新幹線E5系電車／JR東日本／
- 新幹線N700系電車S編成（7000番台）、R編成（8000番台）／JR西日本・JR九州／

第12回（2014年）
- 東京ステーションシティ／JR東日本／
- 日立駅／JR東日本／妹島和世
- 気仙沼線・大船渡線BRT／JR東日本／
- 万世橋高架橋開発／JR東日本／
- EV-E301系電車「ACCUM」／JR東日本／GKインダストリアルデザイン
- 上州富岡駅／上信電鉄／ティー・エヌ・エー （武井誠）
- 中村駅／土佐くろしお鉄道／nextstations（川西康之＋栗田祥弘＋柳辰太郎）
- DF200形7000番台ディーゼル機関車・77系客車「ななつ星 in 九州」／JR九州／ドーンデザイン研究所（水戸岡鋭治）

### 奨励賞（Commendations）
第3回（1989年）
- 新橋駅チップ制トイレ「パウザ・ディ・クロマ」[1]／JR東日本／デザイナー名不明
- 保津川の5橋梁／JR西日本／デザイナー名不明
- とうきょうエキコン・東京ステーションギャラリー[1]／JR東日本／デザイナー名不明　[注 1]
- 651系電車「スーパーひたち」[1]／JR東日本／TDO[5] [注 1]

第5回（1994年）
- 新千歳空港駅／JR北海道／デンマーク国鉄 (DSB) +安井建築設計事務所
- 新千歳空港駅のアートワーク／JR北海道／ペア・アーノルディ
- 255系電車「ビューわかしお・さざなみ」／JR東日本／GK（菅泰孝）
- 209系通勤形電車／JR東日本／GK（菅泰孝）
- 改造お座敷列車宴[6]／JR東日本／東急車輛製造?
- 「つばめ」の客室乗務員制服／JR九州／ドーンデザイン研究所（水戸岡鋭治）
- 23000系電車「伊勢志摩ライナー」／近畿日本鉄道／木村一男+手銭正道+山内陸平+近畿車輛

第6回（1996年）
- 磐城塙駅[7]／JR東日本／伊藤邦明
- E217系近郊形電車[7]／JR東日本／GK（菅泰孝）
- 保守用車両のカラーリング／東海旅客鉄道（JR東海）／黎デザイン総合計画研究所
- 二条駅[8]・花園駅／JR西日本／浦辺設計+建築環境研究所
- 「ソニックにちりん」用883系電車の動く彫刻「空想の旅」／JR九州／高田三郎
- 会社案内・列車のパンフレット／JR九州／デザイナー名不明

第7回（1998年）
- 新幹線500系電車／JR西日本／アレキザンダー・ノイマスター（基本デザイン）+木村一男+近畿車輛

第8回（2001年）
- 京都駅ビル[9]／JR西日本／アトリエ・ファイ（原広司）
- 285系「サンライズ出雲・瀬戸」／JR西日本／木村一男+近畿車輛

第9回（2005年）
- さいたま新都心駅／JR東日本／鈴木エドワード
- フルカラーLED電光掲示板／JR東日本／新陽社（松渕泰典）
- みなとみらい駅／横浜高速鉄道／早川邦彦

第10回（2008年）
- あそ1962／JR九州／ドーンデザイン研究所（水戸岡鋭治）
- 60000形MSE／小田急電鉄／Noriaki Okabe Architecture Network（岡部憲明）

第11回（2011年）
- 熊本駅おてもやん通り／JR九州／ドーンデザイン研究所（水戸岡鋭治）
- 新玉名駅／鉄道建設・運輸施設整備支援機構／パシフィックコンサルタンツ
- リニア・鉄道館／JR東海／日建設計（名古屋事務所）
- JR博多シティ／JR九州／ドーンデザイン研究所（水戸岡鋭治）
  - 受賞対象：つばめの杜ひろば、タイル画アートプロジェクト
- イラストレーションによるPR展開／JR九州／ドーンデザイン研究所（水戸岡鋭治）
- HB-E300系ハイブリッド気動車／JR東日本／GKインダストリアルデザイン

### 審査員賞（Jury Prize）
第11回（2011年）
- JR九州[10]